# رولز-رویس بوت تیل
رولز-رویس بوت تیل (به انگلیسی: Rolls-Royce Boat Tail) یک خودروی لوکس با اندازه بزرگ است که توسط رولز-رویس موتور کارز ساخته شده‌است. این خودرو گران‌ترین خودروی جدید قانونی خیابانی جهان با ۲۸ میلیون دلار است.